# Bezjetsk
Bezjetsk (Russisch: Бежецк) is een stad in de Russische oblast Tver. De stad ligt in het noordoosten van de oblast, aan de rivier Mologa, op het punt waar de zijrivier Ostretsjina in de Mologa stroomt. Het aantal inwoners is 22.697. Bezjetsk is tevens het centrum van het gelijknamige bestuurlijke rayon.
De plaats heette oorspronkelijk Bezjitsji. Deze nederzetting lag twintig kilometer ten noorden van het huidige Bezjetsk. Volgens de overlevering werd de plaats gesticht door vluchtelingen uit Novgorod. Als ondersteuning hiervoor wordt erop gewezen dat het woord Bezjetsk lijkt af te stammen van het Russisch woord voor 'vluchten' (in modern Russisch betekent беженец 'vluchteling'). Overigens wijzen archeologische vondsten op een nog ouder bestaan. De plaats wordt voor het eerst vermeld in 1137, in de Nestorkroniek als Bezjetski Verch en vormde lange tijd het centrum van de pjatina Bezjetskaja. In de 12e en 13e eeuw maakte de nederzetting deel uit van de republiek Novgorod. In 1272 werd de nederzetting verwoest, waarna de bewoners naar het fort Городецк (Gorodetsk) trokken, op de plek van het huidige Bezjetsk.
Aan het einde van de 14e eeuw kwam Gorodetsk in handen van Moskou. Tot 1766 bleef de nederzetting die naam behouden; daarna ging men het Bezjetsk noemen. In 1775 kreeg Bezjetsk stadstatus. In 1876 werd Bezjetsk aangesloten op het spoorwegennet. In die tijd was Bezjetsk een belangrijk centrum van vlasproductie.
Het merendeel van de kerken en kathedralen van Bezjetsk is in de Sovjet-periode gesloopt. Van het oudste gebouw in de stad, de Vvedenskaja - "Tempelgang van de Moeder Gods" - kerk uit 1682, is alleen de vrijstaande klokkentoren bewaard gebleven.

## Demografie
| 1856  | 1897  | 1913   | 1926   | 1937   | 1939   | 1959   | 1970   | 1979   | 1989   | 2002   | 2010   | 2015   |
| ----- | ----- | ------ | ------ | ------ | ------ | ------ | ------ | ------ | ------ | ------ | ------ | ------ |
| 3.588 | 9.450 | 10.100 | 12.817 | 17.450 | 17.545 | 26.921 | 30.030 | 30.638 | 30.377 | 28.643 | 24.522 | 21.845 |

## Geboren
- Boris Stürmer (1848-1917), premier van Rusland

## Galerij

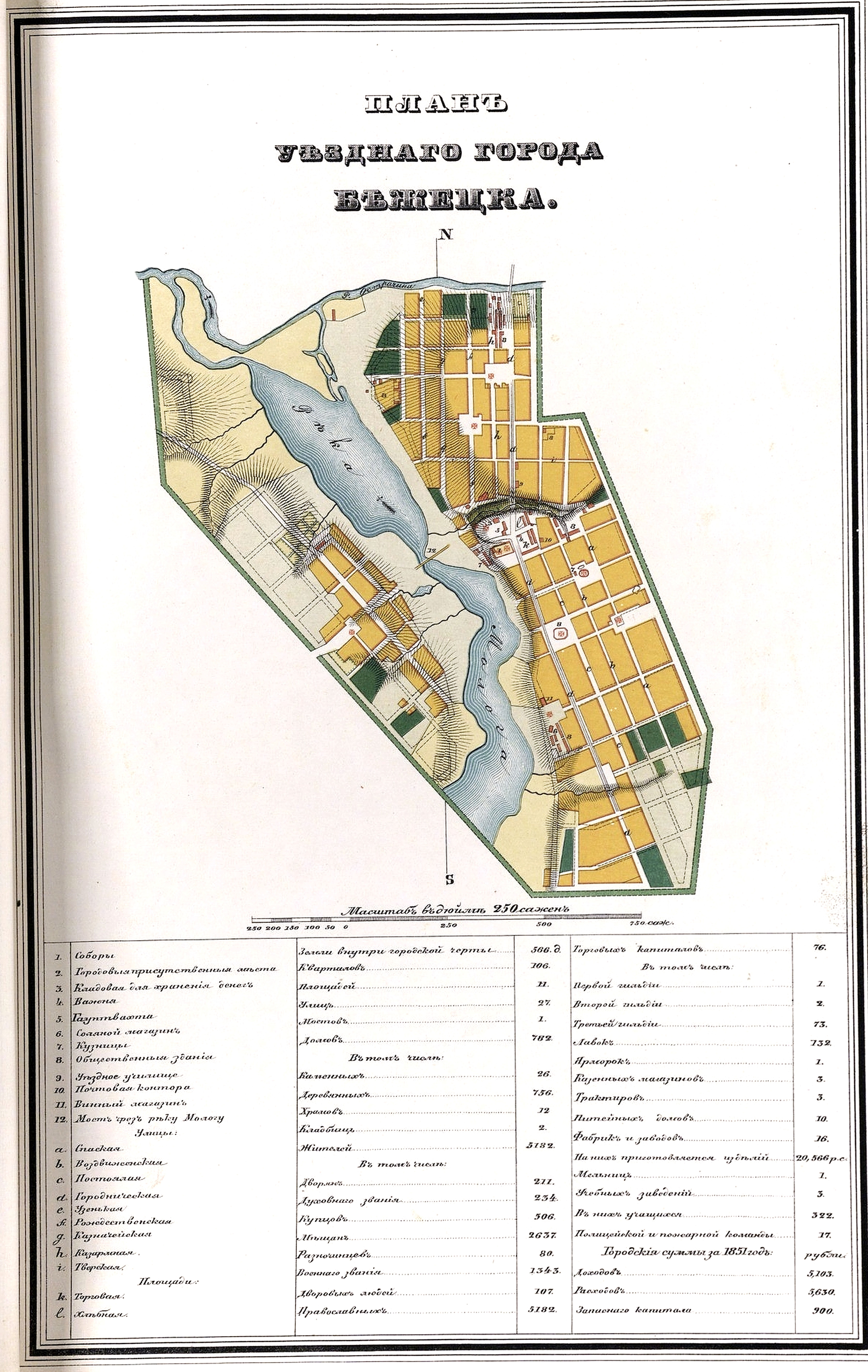
Kaart van Bezjitsk in 1855
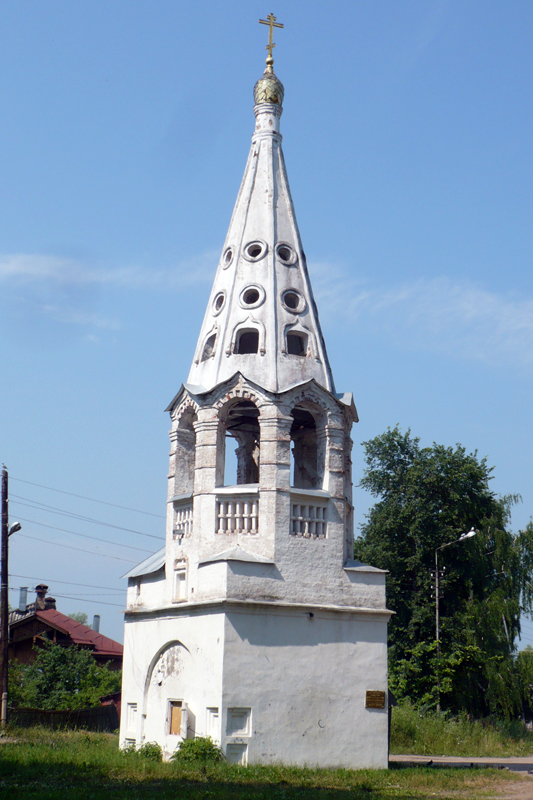
Klokkentoren
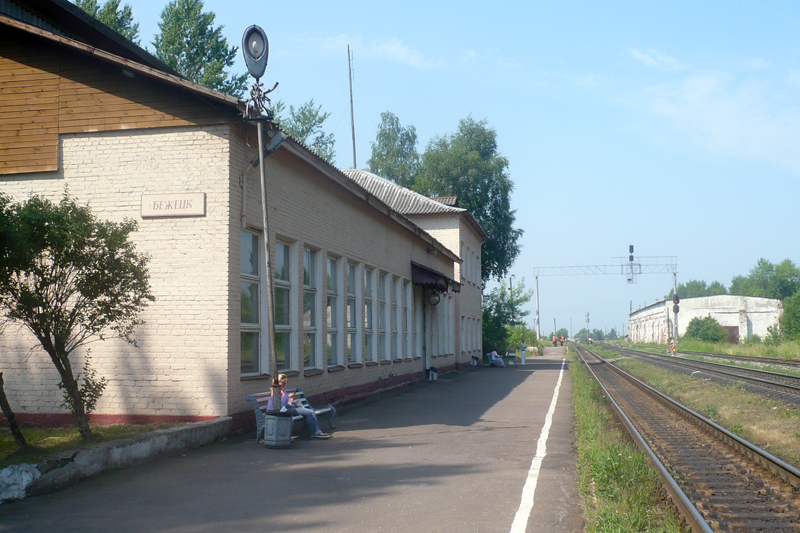
Het station
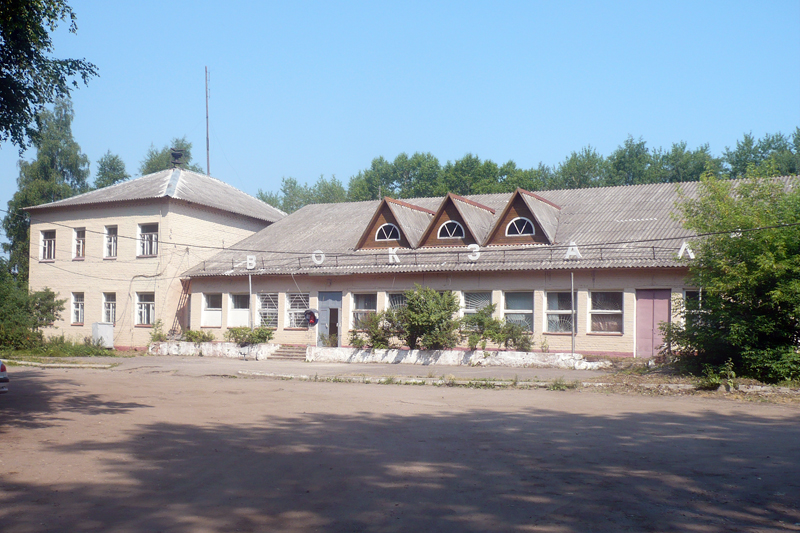
Het stationsgebouw
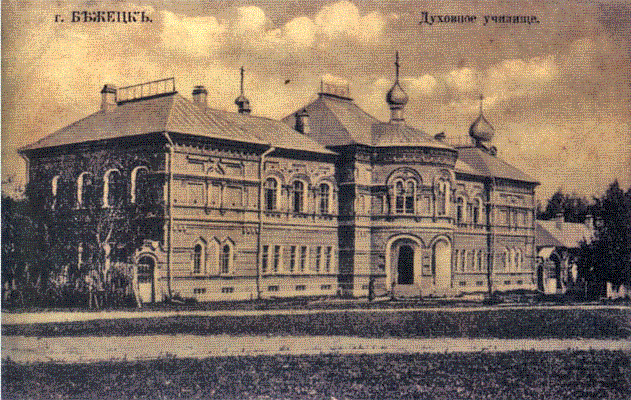
Theologische school
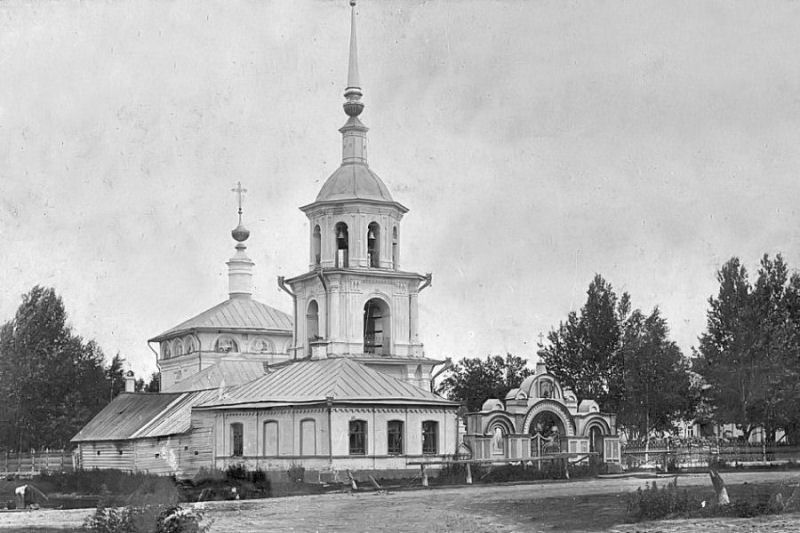
Kerk

Bestuurlijk centrum: Tver 

Andreapol · Bezjetsk · Bely · Bologoje · Kasjin · Kaljazin · Kimry · Konakovo · Krasny Cholm · Koevsjinovo · Lichoslavl · Nelidovo · Oedomlja · Ostasjkov · Rzjev · Staritsa · Torzjok · Toropets · Vesjegonsk · Vysjni Volotsjok · Zapadnaja Dvina · Zoebtsov